# The Flying Horse Big Band
The Flying Horse Big Band (big band el caballo volador) es una big band del programa de estudios de jazz de la Universidad de Florida Central. 
Esta banda tiene la distinción de ser uno de los pocos grupos musicales universitarios que ya tiene varias grabaciones profesionales, logrando ubicarse en la lista de los 50 mejores de JazzWeek. Hasta febrero de 2013, se le conocía como el "UCF Jazz Ensemble I". 

## Labig band
The Flying Horse Big Band está bajo la dirección del saxofonista, músico de jazz y profesor estadounidense, Jeff Rupert. La banda ha tocado en festivales de música y ha actuado en salas de conciertos a nivel regional y nacional. En 2005 la banda estrenó una nueva composición de Sam Rivers, la cual contó con la actuación del propio Rivers y la orquesta RIVBEA, en esa ocasión el "UCF Jazz Ensemble I" realizó el estreno mundial de una pieza para doble big band. 

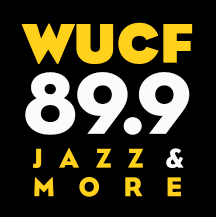
Estación de jazz de la universidad

Su álbum debut, Jazz Town, alcanzó el puesto 43 de la lista de JazzWeek en 2011. Y el lanzamiento en 2012 de The Blues is Alright, terminó en el puesto 35, de la lista de JazzWeek de marzo de 2013.
La emisora de la universidad, WUCF-FM, especializada en transmitir música de jazz, también difunde la agenda de actividades y conciertos en los cuales participa la big band de la Universidad de Florida Central.
En 2013, el "UCF Jazz Ensemble I"  pasó a llamarse The Flying Horse Big Band, nombre con el cual se distingue hoy día en el mundo del jazz.

## UCF Orlando Jazz Festival

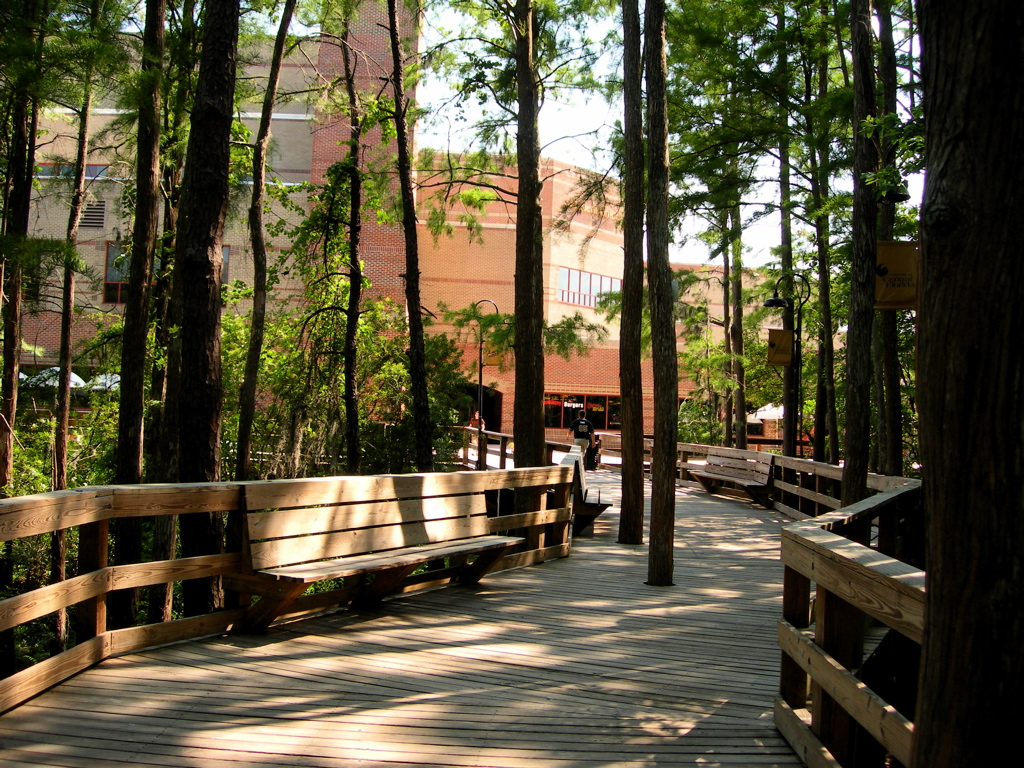
Sendero detrás de la asociación de estudiantes de la Universidad de Florida Central

La Universidad de Florida Central organiza cada año el UFC Orlando Jazz Festival. Creado en 2008, es un evento anual de jazz, organizado en el campus de la universidad y destinado a llevar jazz de clase mundial a la ciudad de Orlando, Florida. 
El festival ya ha aparecido dos veces en Jazz Set, un programa organizado por Dee Dee Bridgewater el cual se emite a través del sistema de radio satelital Sirius/XM Radio, y también se ha emitido por la cadena de radio pública estadounidense NPR. 
El festival es una combinación de actuaciones de artistas de primer nivel, así como, por supuesto, The Flying Horse Big Band, así como UCtet All-Star High School Jazztet, una agrupación de honor de nivel nacional, en la cual participan los mejores estudiantes de jazz de escuela secundaria. También hay apariciones en escena de algunas de las mejores bandas de secundaria del estado de Florida, lo cual acontece el segundo día del festival, cuando se realiza como parte de una clínica, a cargo del Departamento de Música de la UCF.

## Discografía
- Jazz Town (Flying Horse) 2012
- The Blues Is Alright (Flying Horse) 2013
- Into the Mystic (Flying Horse) 2015
- Big Man on Campus (Flying Horse) 2017
- The Bat Swings (Flying Horse) 2018
- Good News (Flying Horse) 2019